# Grottarossa
Grottarossa är Roms femtiosjätte zon och har beteckningen Z. LVI. Zonen har fått sitt namn av den antika orten Saxa Rubra (av latinets saxum, ”klippa”, ”klipphåla”, och ruber, ”röd”), på italienska Grottarossa. Vid denna plats möttes Konstantin den store och Maxentius före slaget vid Pons Mulvius år 312 e.Kr. Zonen Grottarossa bildades år 1961. 
Grottarossa gränsar till Labaro, Castel Giubileo, Val Melaina, quartiere Tor di Quinto, suburbio Tor di Quinto och Tomba di Nerone.

## Kyrkobyggnader
- Santa Maria Immacolata a Grottarossa

## Arkeologiska lokaler
- Marcus Nonius Macrinus grav eller Gladiatorns grav
- Romersk villa
- Fadillas grav
- Nasonernas grav
- Mausoleo, Via Flaminia
- Mausoleo a torre, Via Flaminia
- Mausoleo, Via Flaminia
- Sepolcro, Via Carlo Emery
- Tratto di Basolato romano, Via Carlo Emery
- Romersk kalkugn, Via Carlo Emery

## Övrigt
- Grottarossa-mumien och Grottarossa-dockan
- Castello di Torcrescenza eller della Crescenza
- Torre Annunziatella
- Torre Molinario
- Villa la Gioconda
- GranTeatro

## Kommunikationer
- Järnvägsstationerna Due Ponti, Grottarossa, Saxa Rubra och Centro Rai på linjen Roma-Civitacastellana-Viterbo

## Bilder
| - Grottarossa-mumien är en mumie av en flicka på cirka åtta år från 100-talet e.Kr. Mumien påträffades år 1964. - Grottarossa-dockan påträffades bredvid mumien. |